# Nestroy-Theaterpreis

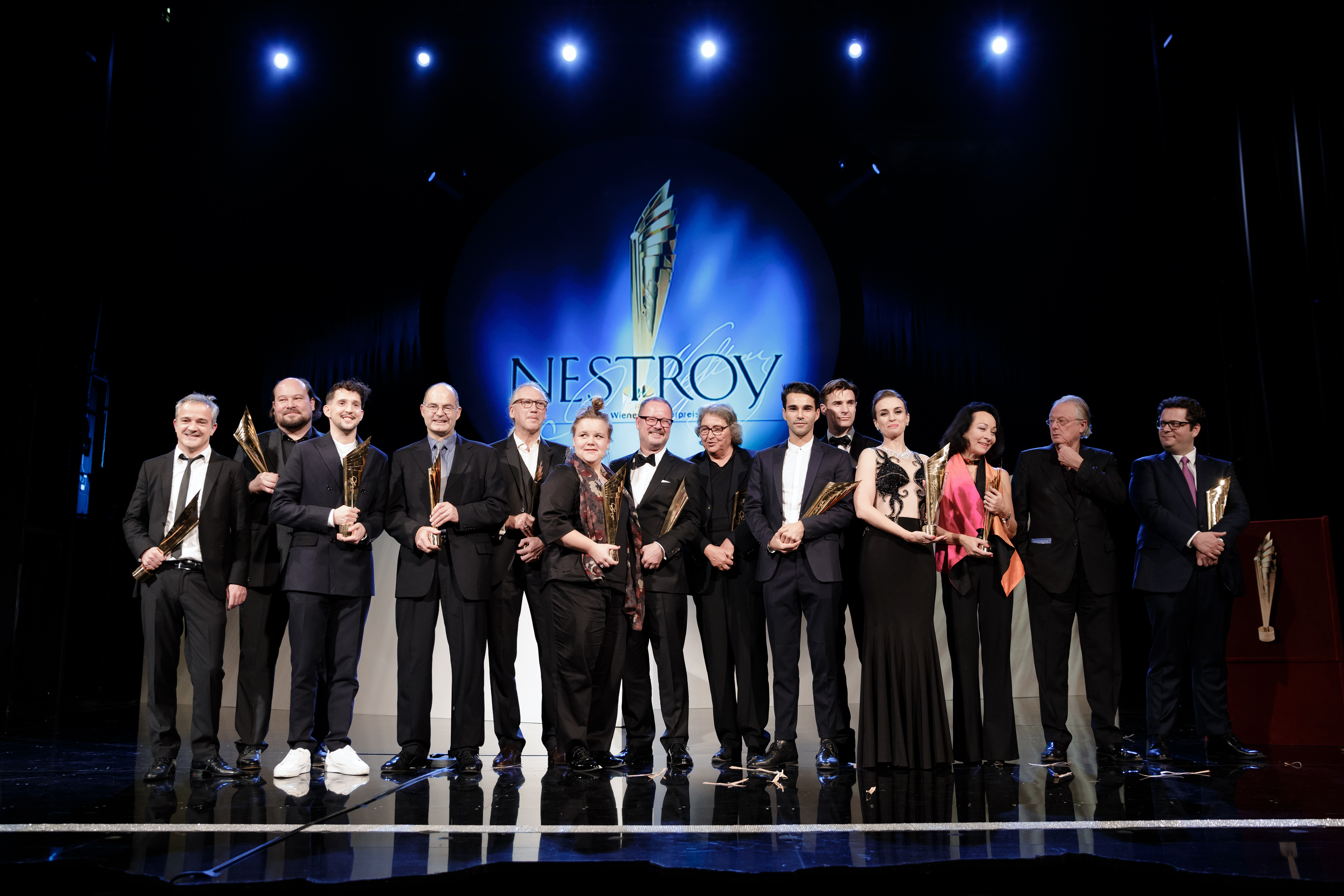
Nestroy-Preisträger des Jahres 2016

Der Nestroy ist ein österreichischer Theaterpreis, der nach dem Dichter Johann Nepomuk Nestroy benannt ist und seit dem Jahr 2000 in mittlerweile 14 Kategorien verliehen wird.
Nach der traditionsreichen Kainz-Medaille, die von der Stadt Wien gestiftet und von 1958 bis 1999 vom Wiener Bürgermeister verliehen wurde, initiierte die Stadt Wien diesen neuen Theaterpreis, dessen Verleihung vom ORF übertragen wird.

## Der Preis
Prämiert werden Theaterschaffende österreichischer Bühnen in Aufführungen des vorangegangenen Theaterjahres. Der Preis für die beste Aufführung wird für den gesamtdeutschen Raum vergeben.
Eine Jury österreichischer Theaterkritiker nominiert pro Kategorie drei bis fünf Kandidaten. Der endgültige Gewinner wurde früher durch die „Akademie“ per postalischer Abstimmung bestimmt, die aus sämtlichen bisherigen Trägern der Kainz-Medaille, des Nestroy-Rings und des Nestroypreises sowie allen bisher dafür Nominierten besteht. Derzeit werden die Preise direkt von der Jury durch Abstimmung vergeben.
Bis einschließlich 2004 fungierte die Erste Bank als Sponsor, daher hieß der Preis auch „Nestroy – Der ERSTE Wiener Theaterpreis“; vor der Verleihung im Jahr 2005 zog die Bank ihre Unterstützung zurück. Die Nestroy-Statuette ist nach einem Entwurf der Metallkünstlerin Gabriele Kutschera gestaltet. Sie ähnelt einem siebenfach aufgefächerten Fächer.
Der Preis wurde von Karin Kathrein, Werner Urbanek und der Stadt Wien ins Leben gerufen. Kathrein führte von 2000 bis zur Verleihung des Nestroy-Theaterpreises 2018 auch den Jury-Vorsitz und wurde 2018 zum Abschied mit einem Ehren-Nestroy ausgezeichnet. Danach übernahm Lothar Schreiner den interimistischen Vorsitz. Ab der Saison 2019/20 und der Verleihung 2020 übernahm Kulturmanagerin Ulli Stepan den Jury-Vorsitz. Mit der Saison 2022/2023 folgte ihr die Dramaturgin Alexandra Althoff als Jury-Vorsitzende nach.

## Kategorien

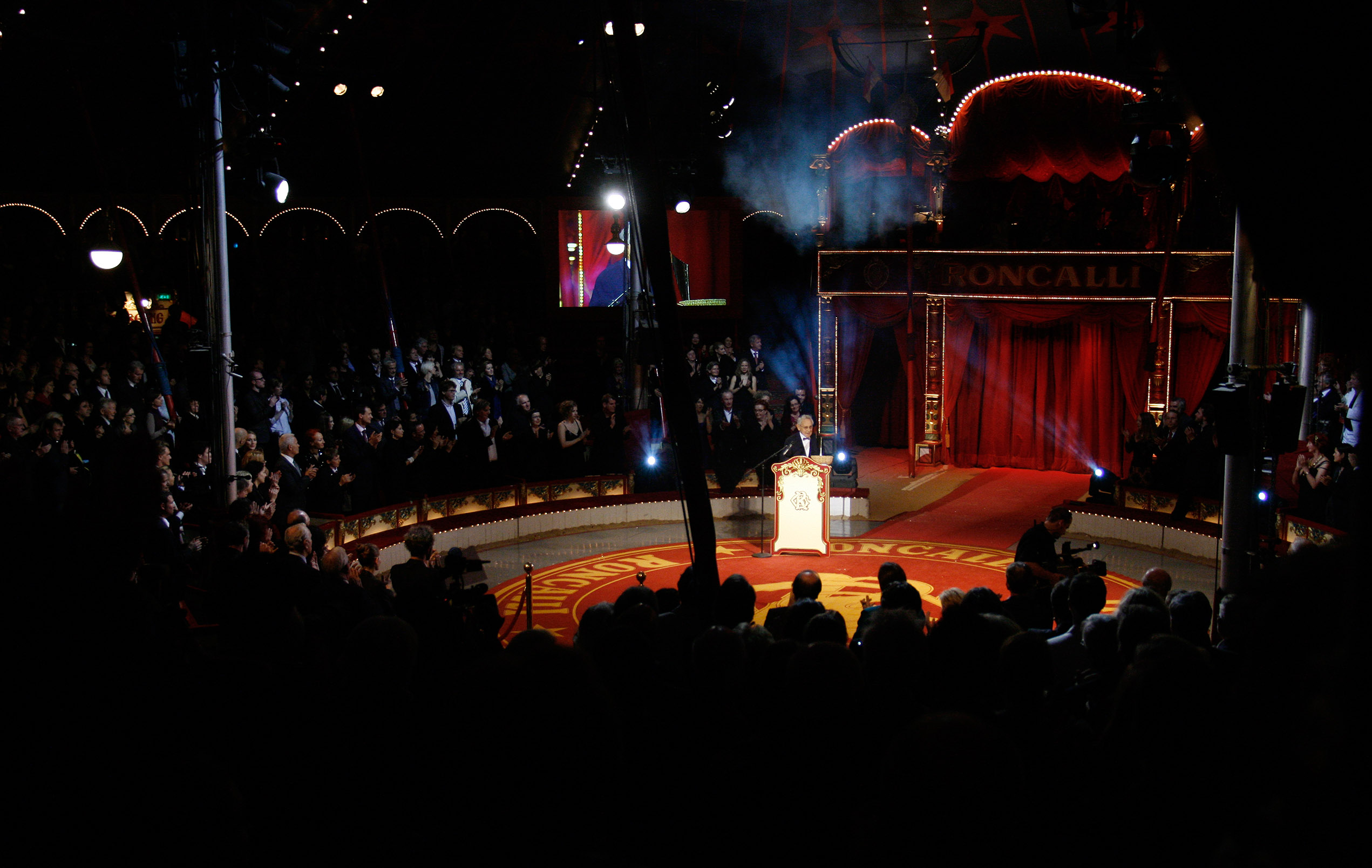
Lebenswerk-Preis für Otto Tausig, 2009

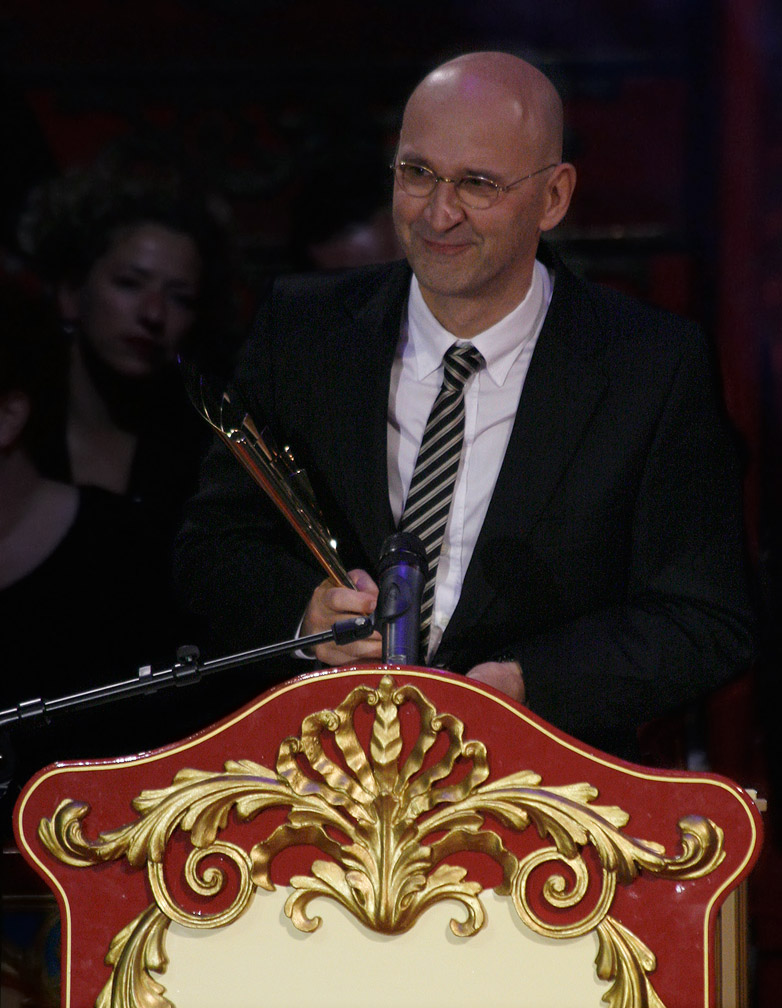
Martin Zehetgruber, 2009 mit seinem fünften Nestroy

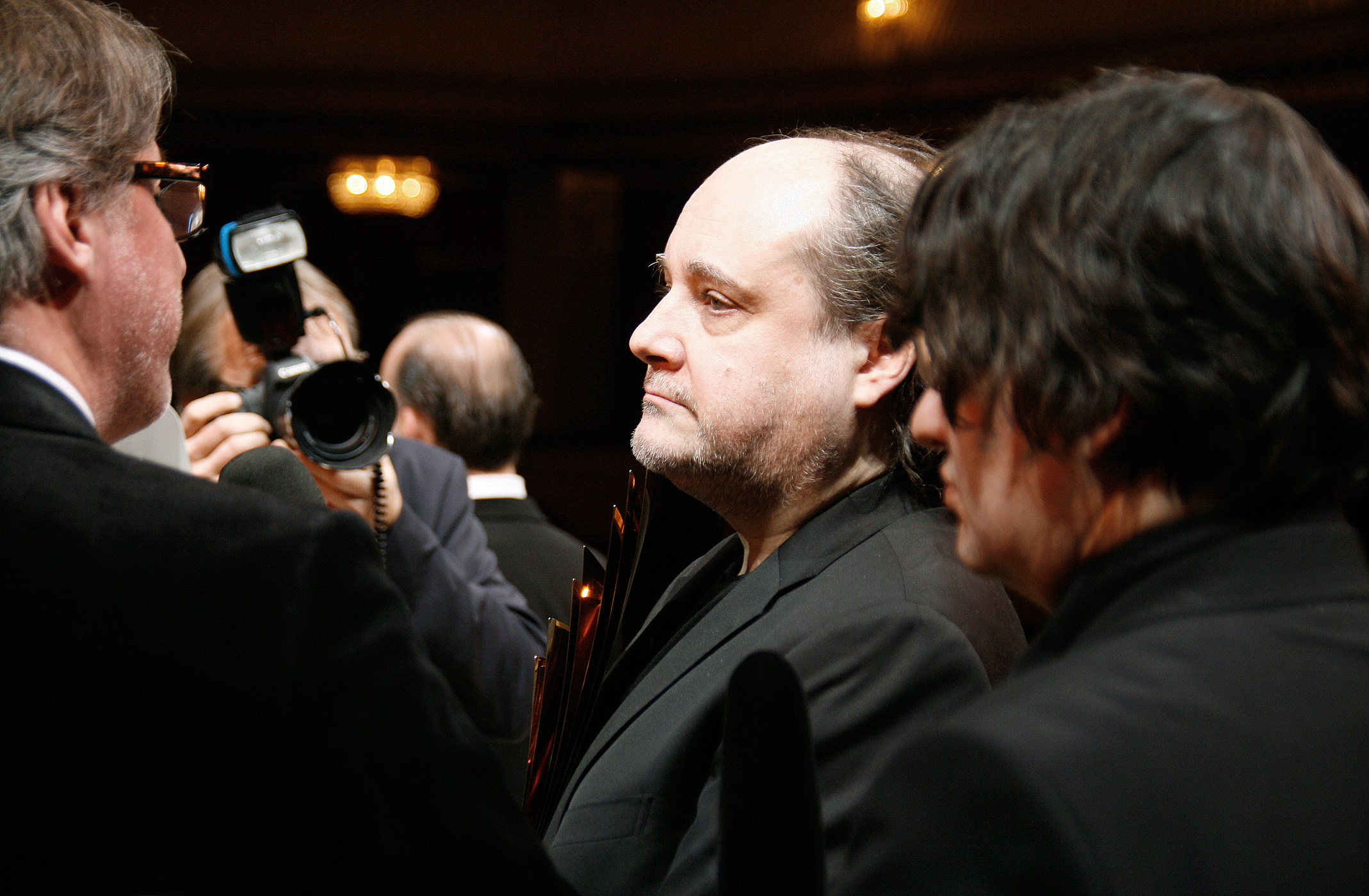
Paulus Manker, Publikumspreis 2010

| Kategorie                         | seit                      |
| --------------------------------- | ------------------------- |
| Beste deutschsprachige Aufführung | 2000                      |
| Beste Regie                       | 2000                      |
| Beste Ausstattung                 | 2000                      |
| Beste Schauspielerin              | 2000                      |
| Bester Schauspieler               | 2000                      |
| Beste Nebenrolle                  | 2000                      |
| Bester Nachwuchs (w/m)            | 2000 (2001 und seit 2015) |
| Beste Off-Produktion              | 2000                      |
| Autorenpreis                      | 2000                      |
| Lebenswerk                        | 2000                      |
| Spezialpreis                      | 2002                      |
| Publikumspreis                    | 2009                      |
| Beste Bundesländer-Aufführung     | 2011                      |

## Statistik
- Erfolgreichste Produktion: Die Möwe (2000), Rosmersholm (2001), Höllenangst (2006), Verbrennungen (2008), Der Weibsteufel (2009), Geister in Princeton (2012) John Gabriel Borkman (2015) und humanistää! – eine abschaffung der sparten (2022) gewannen je 3 Nestroys
- Erfolgreichster Theaterschaffender: Martin Zehetgruber (Ausstatter) (5 Nestroys: 2001, 2002, 2004, 2006 und 2009)
- Erfolgreichste Schauspielerin: Birgit Minichmayr (2000, 2004 und 2x2009) (4 Nestroys)
- Erfolgreichster Schauspieler: Michael Maertens (2005, 2021 und 2023) (3 Nestroys)
- Jüngster Gewinner eines Nestroys: Felix Hafner (25 Jahre und ? Tage)
- Jüngste Gewinnerin eines Nestroys: Birgit Minichmayr (23 Jahre und 201 Tage)
- Ältester Gewinner eines Nestroys: Otto Tausig (87 Jahre und 234 Tage)
- Älteste Gewinnerin eines Nestroys: Gusti Wolf (91 Jahre und 218 Tage)
- Die meisten Nominierungen (Produktion): Die Möwe (2000), Rosmersholm (2001), Elektra (2013), John Gabriel Borkman (2015) und Liliom (2019) erreichten je 5 Nominierungen
- Die meisten Nominierungen (Mensch): Michael Maertens erreichte 11 Nominierungen
- Die meisten Nominierungen ohne Preis: Roland Koch mit 4 Nominierungen
- 2005 waren in der Kategorie Bester Schauspieler alle 3 Schauspieler in der Aufführung von König Ottokars Glück und Ende nominiert.
- 2006 wurde erstmals ein Stück des Namensgebers Johann Nestroy (Höllenangst) mit dem Nestroy-Preis ausgezeichnet.
- 2008 gewann Verbrennungen den Preis für den Besten Schauspieler (Markus Hering) wie auch für die Beste Schauspielerin (Regina Fritsch).
- 2009 gewann Birgit Minichmayr zwei Nestroys in einer Spielzeit (Beste Schauspielerin und Publikumspreis).

## Verleihungsorte
| Theater                                       | Anzahl | Jahre                              |
| --------------------------------------------- | ------ | ---------------------------------- |
| Art for Art Dekorationswerkstätten im Arsenal | 1      | 2022                               |
| Burgtheater                                   | 1      | 2010                               |
| Circus Roncalli                               | 1      | 2009                               |
| Etablissement Ronacher                        | 6      | 2003, 2004, 2008, 2015, 2016, 2017 |
| MuseumsQuartier                               | 1      | 2012                               |
| Raimund Theater                               | 1      | 2011                               |
| Theater an der Wien                           | 5      | 2000, 2007, 2018, 2019, 2021       |
| Theater in der Josefstadt                     | 1      | 2006                               |
| Volkstheater Wien                             | 5      | 2001, 2002, 2005, 2023, 2024       |
| Wiener Stadthalle                             | 2      | 2013, 2014                         |

Bei der Verleihung 2020 war bedingt durch die COVID-19-Pandemie der Gala-Abend nur als Fernsehereignis konzipiert, das am 4. Oktober 2020 ab 21.25 Uhr auf ORF III gesendet wurde. Für den Publikumspreis, also für die zehn Jury-nominierten Künstlerinnen und Künstler, konnte vom 14. September bis 25. September online abgestimmt werden.

## Publikationen
- 2024: Sapperment! 25 Jahre Nestroy-Preis. Ein Stück österreichisches Gegenwartstheater, herausgegeben von Margarete Affenzeller, Wolfgang Kralicek und Petra Paterno, Molden Verlag, Wien 2024, ISBN 978-3-222-15139-2.[8]